# Athyrium calophyllum
Athyrium calophyllum är en majbräkenväxtart som beskrevs av Satoru Kurata och Shunsuke Serizawa.
Athyrium calophyllum ingår i släktet Athyrium och familjen Athyriaceae. Inga underarter finns listade i Catalogue of Life.